# 中嶋明勲
中嶋 明勲（なかじま あきのり、1933年12月23日 - 2010年4月21日）は、教育社会学者。
仙台市出身。東北大学教育学部卒、同大学院博士課程修了、「社会学的教育思想の形成 フランスに於ける「社会学主義」を中心に」で教育学博士。愛知教育大学助教授、教授、90年名誉教授、名古屋工業大学教授、金城学院大学教授、東北学院大学教授。 長男は分子生物学者・東北大学准教授の中嶋正道（1960 - ）。

## 著書
- 『社会学的教育思想の形成』風間書房 1980
- 『現代の児童 児童社会学』高文堂出版社 社会学全書 1986
- 『現代社会のひずみ』高文堂出版社 1995
- 『「老いと死」のバラード』高文堂出版社 1999
- 『フランス教育社会学研究』風間書房 1999

### 共編著
- 『現代地域社会と教育』星永俊共編著 川島書店 1985
- 『変貌する地域社会の生活と教育』渡辺安男共編著 ミネルヴァ書房 1991
- 『21世紀への社会教育 生涯学習の理論と実践』星永俊共編著 ミネルヴァ書房 1992

翻訳
- エミール・デュルケーム著 ジャン・クロード・フィユー編『社会科学と行動』佐々木交賢共訳 恒星社厚生閣 1988

## 論文
- Cinii